# Arnolds Weihnachtsfest
Arnolds Weihnachtsfest (Originaltitel Arnold’s Christmas, auch als Hey Arnold! The Christmas Show ausgestrahlt) ist die 18. Episode der US-amerikanischen Kinder-Zeichentrickserie Hey Arnold! In der Folge findet die in einer Pension lebende Titelfigur kurz vor Weihnachten heraus, dass Mitbewohner Hyunh als junger Mann einen Krieg miterlebte und im Zuge dessen von seiner kleinen Tochter getrennt wurde. Arnold will die nun erwachsene Frau suchen, was eine scheinbar unlösbare Aufgabe darstellt.
Der behandelte Konflikt bezieht sich auf die Endphase des Vietnamkriegs, die Hyunhs Sprecher selbst miterlebte. Die Drehbuchautoren arbeiteten für eine authentische Darstellung eng mit ihm zusammen. Der Sender lehnte die Folge zunächst ab, änderte seine Entscheidung jedoch, als der Sohn eines Vorstandsmitglieds positiv auf die Rohfassung reagierte.
Arnolds Weihnachtsfest feierte ihre Uraufführung am 11. Dezember 1996. Die Episode wurde von Kritikern positiv bewertet, die vor allem ihre emotionale und kindgerechte Behandlung komplexer Themen lobten. Daneben genießt sie unter asiatischen Amerikanern eine hohe Popularität, da sie als eine der ersten Fernsehproduktionen gilt, die den Vietnamkrieg aus Sicht der Vietnamesen behandelt sowie die Erfahrungen dieser Personengruppe glaubwürdig wiedergibt. Daher wird die Folge von Rezensenten und Zuschauern gleichermaßen als eine der besten Weihnachtsepisoden angesehen.

## Handlung
Phoebe und Helga unterhalten sich auf dem Heimweg von der Schule über das bevorstehende Weihnachtsfest. Während sich Phoebe unter anderem auf die Dekorationen freut, ist Helga nur an den Geschenken interessiert. An einem Schaufenster zeigt sie ihrer Freundin trendige Schneeschuhe der Marke Nancy Spumoni, die sie sich sehnlichst wünscht. Auch die Erklärung ihrer dazugekommenen Mitschülerin Rhonda, wonach sie in der ganzen Stadt ausverkauft seien, bringt Helga nicht davon ab. Kurz darauf erspäht sie ihren Klassenkameraden Arnold, den sie regelmäßig schikaniert und gleichzeitig heimlich liebt.
Arnold redet mit seinem besten Freund Gerald über dessen Weihnachtspläne. Letzterer erwähnt, er werde der gesamten Familie Krawatten schenken. Arnold erwidert, Weihnachtsgeschenke sollten etwas Besonderes sein und ein Gefühl von Wertschätzung vermitteln. Gerald sieht seinen Fehler ein und kauft in einem Spielzeugladen ein neues Geschenk für seine kleine Schwester. Später findet in der Pension, in der Arnold lebt und die seine Großeltern betreiben, eine Wichtelaktion statt. Er zieht den Bewohner Herrn Hyunh. Da Arnold ihn kaum kennt, fragt er ihn auf Geralds Rat hin direkt nach seinem Wunsch, ohne sich als sein Wichtelpartner zu erkennen zu geben. Hyunh erzählt ihm daraufhin von seiner Vergangenheit.
Als junger Mann hatte Hyunh mit seiner kleinen Tochter Mai in seinem Heimatdorf ein gutes Leben. Er wollte dennoch wegen eines immer näher kommenden Kriegs in die Vereinigten Staaten auswandern. Deswegen begab er sich mit ihr zum Botschaftsgelände, auf dem ein Hubschrauber der US-Armee wartete. Wegen der großen Menge an Flüchtlingen war aber darin kaum noch Platz. Deswegen übergab Hyunh das Kind einem Soldaten und blieb zurück. Erst 20 Jahre später gelang es ihm, zu immigrieren. Er zog nach Hillwood, den Zielort des Flugs. Weil er Mai bislang nicht finden konnte, wünscht sich Hyunh, sie wiederzusehen.
Arnold beschließt, Mai zu suchen. Zusammen mit Gerald will er dafür auf Unterlagen einer städtischen Behörde zurückgreifen. Der zuständige Beamte Bailey zeigt sich unkooperativ, da er mit anderen Aufgaben beschäftigt ist. Wenig später erhält er einen Anruf von seiner Frau, die ihn an die noch zu erledigenden Weihnachtseinkäufe erinnert. Arnold erklärt sich bereit, die Wunschliste von Baileys Familie abzuarbeiten, wenn er im Gegenzug die Dokumente sehen kann. Bailey ist einverstanden, worauf Arnold und Gerald losziehen. In einem Geschäft treffen sie auf Helga, die fieberhaft nach einem Geschenk für ihren Angebeteten sucht, damit er ihre Gefühle erwidert. Nach einem kurzen Gespräch gehen die beiden weiter und verlieren die Liste, von der nur noch die Nancy-Spumoni-Schuhe fehlen. Helga nimmt die Wunschliste an sich und spioniert ihnen nach.
Die Schneeschuhe sind nirgendwo mehr vorrätig, weswegen Arnolds Vereinbarung mit Bailey scheitert, was ihn trotz Geralds Aufmunterungsversuchen schwer enttäuscht. Helga, die ihr Gespräch mitgehört hat, geht davon bekümmert nach Hause. Dort verschlechtert sich ihre Laune, da sie zu ihrer Familie kein besonders gutes Verhältnis hat. Aufgrund ihrer Niedergeschlagenheit darf Helga ein Geschenk früher als sonst öffnen. Es handelt sich um die Nancy-Spumoni-Schuhe, für die ihre Mutter Miriam fast einen ganzen Tag anstand. Helga bedankt sich für sie äußerst ungewöhnlich bei Miriam und tanzt fröhlich draußen im Schnee. Dabei fällt ihr wieder die Liste ein. Nach einem theatralischen Selbstgespräch samt Analyse ihres Dilemmas entscheidet sie, zur Behörde zu gehen, wo sie Bailey gerade noch rechtzeitig antrifft. Sie zeigt ihm die Schuhe und bittet ihn, Einsicht in die Akten nehmen zu dürfen. Bailey lehnt zunächst ab, da er bereits Feierabend hat, lenkt jedoch ein, als Helga leidenschaftlich an sein Gewissen appelliert und auf Arnolds Traurigkeit verweist.
An Weihnachten will Arnold Hyunh von seinem gescheiterten Vorhaben erzählen und wird durch ein Türklingeln unterbrochen. Im Hausflur steht Mai, die ihren Vater glücklich in die Arme schließt. Gerald bezeichnet ihren Besuch als Weihnachtswunder und mutmaßt, dass Arnold einen Weihnachtsengel hat. Während Arnold die Erklärung skeptisch akzeptiert, steht Helga lächelnd vor der Pension und wünscht ihm leise frohe Weihnachten.

## Synchronisation
Die Synchronisation der Folge wurde bei der Synchron 80 nach einem Dialogbuch und unter der Dialogregie von Reinhard Brock erstellt.
| Rolle             | Originalsprecher    | Deutscher Sprecher |
| ----------------- | ------------------- | ------------------ |
| Arnold Shortman   | Toran Caudell       | Daniel Schöpe      |
| Helga Pataki      | Francesca Smith     | Farina Brock       |
| Herr Hyunh        | Baoan Coleman       |                    |
| Mai Hyunh         | Hiep Thi Le         |                    |
| Gerald Johanssen  | Jamil Walker Smith  | Tobias Wischmeier  |
| Phil Shortman     | Dan Castellaneta    | Klaus Höhne        |
| Gertrude Shortman | Tress MacNeille     | Eva-Maria Lahl     |
| Bob Pataki        | Maurice LaMarche    | Walter von Hauff   |
| Miriam Pataki     | Kath Soucie         |                    |
| Phoebe Heyerdahl  | Anndi McAfee        | Lisa May-Mitsching |
| Rhonda Lloyd      | Olivia Hack         |                    |
| Stinky Peterson   | Christopher Walberg | David Hellwig      |
| Herr Bailey       | Vincent Schiavelli  |                    |
| Ernie Potts       | Dom Irrera          | Thomas Albus       |
| Oskar Kokoshka    | Steve Viksten       |                    |

## Produktion

### Entstehung
Steve Viksten, ein Mitglied im Autorenstab der Nickelodeon-Zeichentrickserie Hey Arnold!, war auf Episoden mit ernsten Themen spezialisiert. Während der Arbeit an der ersten Staffel erfanden er und seine Kollegen die Figur Hyunh, einen ursprünglich aus Vietnam stammenden Bewohner der Pension, in der die Titelfigur lebt. Viksten wollte Hyunhs Hintergrund näher erläutern. Zunächst plante er, mittels einer Rückblende dessen Vergangenheit darzustellen. Trotz einer negativen Reaktion des Sendervorstands bat Viksten seinen Kollegen Joe Ansolabehere, ihm bei der Weiterentwicklung der Idee zu helfen. Sie schrieben daraufhin ein Skript, in dem Arnold kurz vor Weihnachten von Hyunhs Erfahrungen während des Vietnamkriegs erfährt.
Nachdem sie den ersten Drehbuchentwurf fertiggestellt hatten, wandten sich Ansolabehere und Viksten an Craig Bartlett, den Erfinder der Serie. Ihm gefiel die Geschichte, weswegen er sich bereit erklärte, zusammen mit seinen Kollegen eine fertige Handlung zu erarbeiten. Er verwendete dafür Stilmittel zweier klassischer Weihnachtsfilme. Die Reihe von Zufällen, die letztlich zum Happy End führen, spielten auf Ist das Leben nicht schön? an, in dem es wie in Arnolds Weihnachtsfest um die im Alltag oft vorkommende, letztlich unerklärliche Magie gehe. Daneben waren die traurigen Szenen, in denen sich die Figuren hilflos fühlen, von der emotionalen und melancholischen Stimmung der Trickproduktion Die Peanuts – Fröhliche Weihnachten inspiriert.
Während Aufnahmearbeiten erzählte Bartlett Hyunhs Sprecher Baoman Coleman von der geplanten Episode. Coleman, der selbst aus Vietnam in die USA eingewandert war, antwortete darauf, beim Fall von Saigon dabei gewesen zu sein. Bartlett war nach eigener Aussage ab diesem Zeitpunkt vollständig vom Potenzial der Folge überzeugt. Er beriet sich während des Schreibprozesses oft mit dem Sprecher, um die Erfahrungen eines Vietnamkriegsüberlebenden so genau wie möglich darzustellen. Bartlett fügte für Coleman außerdem Dialoge auf Vietnamesisch in die Handlung ein. Er und Viksten hätten mit der Episode Zuschauern aller Altersgruppen nicht nur die Hintergrundgeschichte von Hyunh, sondern auch die seines Sprechers erzählen wollen.

### Dreharbeiten
Obwohl die Folge zunächst bewilligt wurde, lehnte Nickelodeon Arnolds Weihnachtsfest mitten in der Produktionsphase ab. Laut Ansolabehere waren die Verantwortlichen der Ansicht, dass sich Kinder für die darin behandelte Thematik nicht interessieren würden. Er und seine Kollegen überließen einer im Sendervorstand vertretenen Frau ein Animatic mit der in Vietnam spielenden Sequenz. Sie nahm es mit nach Hause und sah es sich mit ihrem neunjährigen Sohn an. Er fragte nach Ende der Szene, ob sich der Vietnamkrieg tatsächlich wie dargestellt zugetragen habe. Die Verantwortliche machte aufgrund seiner neugierigen und ruhigen Reaktion die Absetzung der Episode rückgängig, worauf die Dreharbeiten weitergehen konnten.
Einige Vertreter des Sendervorstands glaubten weiterhin, dass die Themen Krieg und familiäre Trennung für junge Zuschauer schwierig seien. Deswegen entschieden sich die Autoren, den Schauplatz des Konflikts nicht klar zu benennen. Stattdessen fertigten die Zeichner zur vietnamesischen Landschaft passende Hintergründe an. Zudem änderte Bartlett aus Rücksicht auf Coleman, der mit einem vietnamesischen Akzent redete, noch während der Aufnahmearbeiten einige Stellen des Skripts um, die für ihn schwer auszusprechen waren. Nach Bartletts Angaben brachen er und seine Kollegen in Tränen aus, als Coleman Hyunhs Monolog einsprach. Daneben schrieb der Serienkomponist Jim Lang für die Rückblickszenen ein dramatisches Gitarrenstück, um deren Ernst zu verdeutlichen. Das Flötenthema der Figur Mai stammte vom Musiker Jon Clarke.

## Veröffentlichung
Die Episode feierte ihre Premiere am 11. Dezember 1996 auf Nickelodeon. Neben dem Titel Arnold’s Christmas folgten auf dem Sender auch Ausstrahlungen der Folge unter dem Namen Hey Arnold! The Christmas Show. Im Oktober 1997 wurde Arnolds Weihnachtsfest zusammen mit Der erste Schnee, einer anderen Folge aus der ersten Staffel, auf einer eigenständigen VHS-Kassette veröffentlicht. Zudem war sie Teil mehrerer DVD-Kollektionen der Serie und ist bei einigen Streaminganbietern verfügbar.
Gemeinsam mit seiner Schwägerin Maggie Groening adaptierte Bartlett die Episode als Kinderbuch. Die Illustrationen stammen von Mitgliedern des Animationsstabs der Serie. Arnold’s Christmas erschien 2001 innerhalb einer auf verschiedenen Hey Arnold!-Folgen basierenden Buchreihe bei Simon & Schuster.
Auch in Deutschland wurde Arnolds Weihnachtsfest auf mehreren Blu-ray- und DVD-Sammlungen der Serie veröffentlicht. Sie war erstmals im November 1999 auf Super RTL zu sehen und wurde auf dem Sender bis 2005 wiederholt. Seitdem wird die Episode in regelmäßigen Abständen auf Nickelodeon und Nicktoons gezeigt. Im deutschen Sprachraum erfolgten zusätzlich vereinzelte Ausstrahlungen auf Comedy Central, Nickelodeon Austria, ORF 1, RTL und SRF zwei. Daneben kann sie auf mehreren Diensten gestreamt werden.

## Rezeption

### Kritiker
Susan Dunne bezeichnete in ihrer Kritik für die Hartford Courant anlässlich der VHS-Veröffentlichung von Arnolds Weihnachtsfest die Kernhandlung über „gierige Personen, die durch Begegnungen mit anderen, weniger gut Situierten“ die wahre Bedeutung von Weihnachten lernen, als klischeehaft. Allerdings werde die Geschichte durch eine unerwartete historische Wendung „frisch und berührend“. Die Zuschauer lernten nicht nur etwas über den vermeintlich thematisch unpassenden Vietnamkrieg, sondern seien am Ende auch „zu Tränen gerührt“. Laut einem Eltern-Programmführer der The New York Times von 1999 sei die Episode trotz einiger „unangebrachter Witzeleien“ unterhaltsam und vermittle dem jungen Publikum neben guten sozialen Werten wie Großzügigkeit sowie Selbstlosigkeit kulturelle Diversität.
Seit den 2010er Jahren nahmen mehrere Publikationen Arnolds Weihnachtsfest in ihre Listen der besten Weihnachtsepisoden auf. Dazu gehörten BBC, The Boston Globe, BuzzFeed, IndieWire, Vogue, Vox und WatchMojo. Andere Kritiker besprachen die Folge detaillierter. Nach Ansicht des Comic-Book-Resources-Redakteurs Ryan Smith stelle Arnolds Weihnachtsfest die Fähigkeit der Serie, Humor gekonnt mit Ernsthaftigkeit zu verbinden, perfekt dar. Die Episode sei letztlich nicht nur der Inbegriff einer klassischen Nickelodeon-Feiertagsfolge, sondern erfülle auch alle Kriterien eines „echten Weihnachts-Meisterwerks“. Jordan Payeur von Screen Rant sieht in der Episode eine effektive Entwicklung einer „eindimensionalen Randfigur“ hin zu einem voll entwickelten Charakter. Nicht nur Hyunhs Geschichte, sondern auch die Nebenhandlung um Helga „gehe ans Herz“. Vier Rezensentinnen der Variety nannten Arnolds Weihnachtsfest „überraschend ehrlich und empathisch“. Zu einer Zeit, in der sich die US-amerikanische Kultur hauptsächlich auf die Erfahrungen von Amerikanern im Vietnamkrieg konzentrierte, sei die Folge aufgrund ihrer Behandlung der Auswirkungen auf die vietnamesische Bevölkerung „monumental“ gewesen. Auch in der Gegenwart liefere sie eine „kraftvolle und wesentliche“ geschichtliche Perspektive.

### Mitglieder des Produktionsteams
Bartlett erklärte in einem Interview, Arnolds Weihnachtsfest zu „lieben“. Toran Caudell und Olivia Hack, die Arnold beziehungsweise Rhonda vertonten, nannten sie gegenüber Huffpost ihre Lieblingsepisode. Francesca Smith, Sprecherin von Helga, zählt Arnolds Weihnachtsfest zu einer der Folgen, deren Dreharbeiten ihr am meisten gefielen. Daneben lobte Lang den von Clarke komponierten Soundtrack und bezeichnete das Drehbuch als „wunderschön“ sowie die Handlung in Hinblick auf Colemans Biografie als „eindringlich“.

### Asiatische Amerikaner
Bereits kurz nach Ausstrahlung stieß Arnolds Weihnachtsfest vor allem bei jungen asiatischen Amerikanern auf eine sehr positive Resonanz. Bartlett erfuhr davon erst, als etliche Angehörige der Personengruppe die Episode im Erwachsenenalter in den sozialen Medien lobten. Julian Hermano, ein filipino-amerikanischer Schauspieler, bezeichnete die Folge für eine Nickelodeon-Retrospektive von NBC News als eine der ersten amerikanischen Fernsehepisoden, die sich vertieft mit der persönlichen Situation asiatischer Amerikaner auseinandersetzte sowie vor der direkten Behandlung von Krieg und seinen Folgen nicht zurückschreckte. Zum 25. Jubiläum der Folge erklärte Bao Nguyen, ein vietnamesisch-amerikanischer Filmemacher, in einem Gespräch mit demselben Sender weitere Gründe für ihre Popularität. In seiner Kindheit sei es in Geschichten über den Vietnamkrieg nur um die Verluste der Amerikaner gegangen. Mit Arnolds Weihnachtsfest habe eine US-amerikanische Produktion erstmals vollständig die vietnamesische Perspektive eingenommen.
Laut Nguyen trägt auch die linguistische Charakterisierung von Hyunh zur Beliebtheit der Folge bei. Sein authentischer Akzent, mit dem er in einer für ihn fremden Sprache von seinem Trauma erzählt, zeuge von einer Art von Stärke, die vielen echten asiatischen Einwanderern vertraut sei. Die taiwanisch-amerikanische Soziologin Nancy Wang Yuen pflichtete Nguyen im selben Artikel bei. Damals hätten viele asiatische Akzente im amerikanischen Fernsehen als reine Pointen gedient. Arnolds Weihnachtsfest sei ein Spezialfall und seiner Zeit weit voraus, da weder Regisseure noch Drehbuchautoren asiatische Wurzeln hatten und dennoch auf eine sprachliche Glaubwürdigkeit achteten. Darüber hinaus habe die Folge vietnamesische Amerikaner vermenschlicht. Die kindgerechte Darstellung des Kriegs sowie die Trennung von Vater und Tochter bringe junge Zuschauer dazu, sich in Hyunhs Lage zu versetzen. Nicht zuletzt spreche letzteres viele asiatische Amerikaner allgemein an, weil mit Immigration immer eine Trennung von geliebten Menschen verbunden sei.